# Homomallium
Homomallium és un gènere de molses de la família de les hipnàcies. És un gènere cosmopolita que consta de 16 espècies acceptades, una de les quals (Homomallium incurvatum) és autòctona de Catalunya. El nom deriva del grec clàssic Homos (semblant) i mallos (llana) en al·lusió a les fulles uniformement corbades i que lleugerament tenen una forma llanosa.

## Descripció
Plantes de mida mitjana agrupades en catifes denses i planes de color verd fosc, bru o groc amb certa brillantor. Els caulidis són prostrats, ramificats irregularment, sense hialodermis. Consten de pesudoparafil·le (petits apèndixs situats als primordis caulinars o ramerals) foliós i epidermis de cèl·lules petites i de paret gruixuda. Els fil·lidis caulinars i ramerals no són diferenciats, tenen disposició erecta o dreta, són de mida curta i de forma ovat-oblonga no decurrents. Els marges dels fil·lidis són enters o serrulats; l'àpex és abruptament acuminat i pot ser subulat. El nervi és doble i curt. Les cèl·lules alars són quadrades o rectangulars, les laminals llises, curtes i romboïdals.
Són molses autoiques, és a dir que tenen els arqueogonis i els anteridis en rametes separades sobre la mateixa planta. Periquecis (fil·lidis diferenciats que envolten els arqueogonis) eregits, oblongues i acuminades en l'àpex. Desenvolupa una seta flexuosa de color groguenc, ataronjat o bé vermellós al capdamunt del qual hi ha una càpsula asimètrica inclinada amb una boca horitzontal, oblongo-cilíndrica; l'opercle és convex o cònic presenta peristoma ben desenvolupat i doble. Espores esfèriques, llisses o lleugerament papil·loses de color groc o bru groguenc.

## Sistemàtica
- Homomallium adnatum: autòctona de l'Amèrica del Nord oriental.[4]
- Homomallium andoi
- Homomallium connexum
- Homomallium gollanii
- Homomallium homalostegium
- Homomallium incurvatum: Cosmopolita, present a Euràsia[5] (inclòs Catalunya)[3] i a alguns punts d'Amèrica del Nord i Austràlia.[6]
- Homomallium japonico-adnatum
- Homomallium leptothallum
- Homomallium loriforme
- Homomallium mexicanum: Present a Amèrica del Nord, Àsia i Austràlia.[7]
- Homomallium pallescens
- Homomallium plagiangium
- Homomallium reptile
- Homomallium sharpii
- Homomallium simlaense
- Homomallium yuennanense